# Conrad Moench

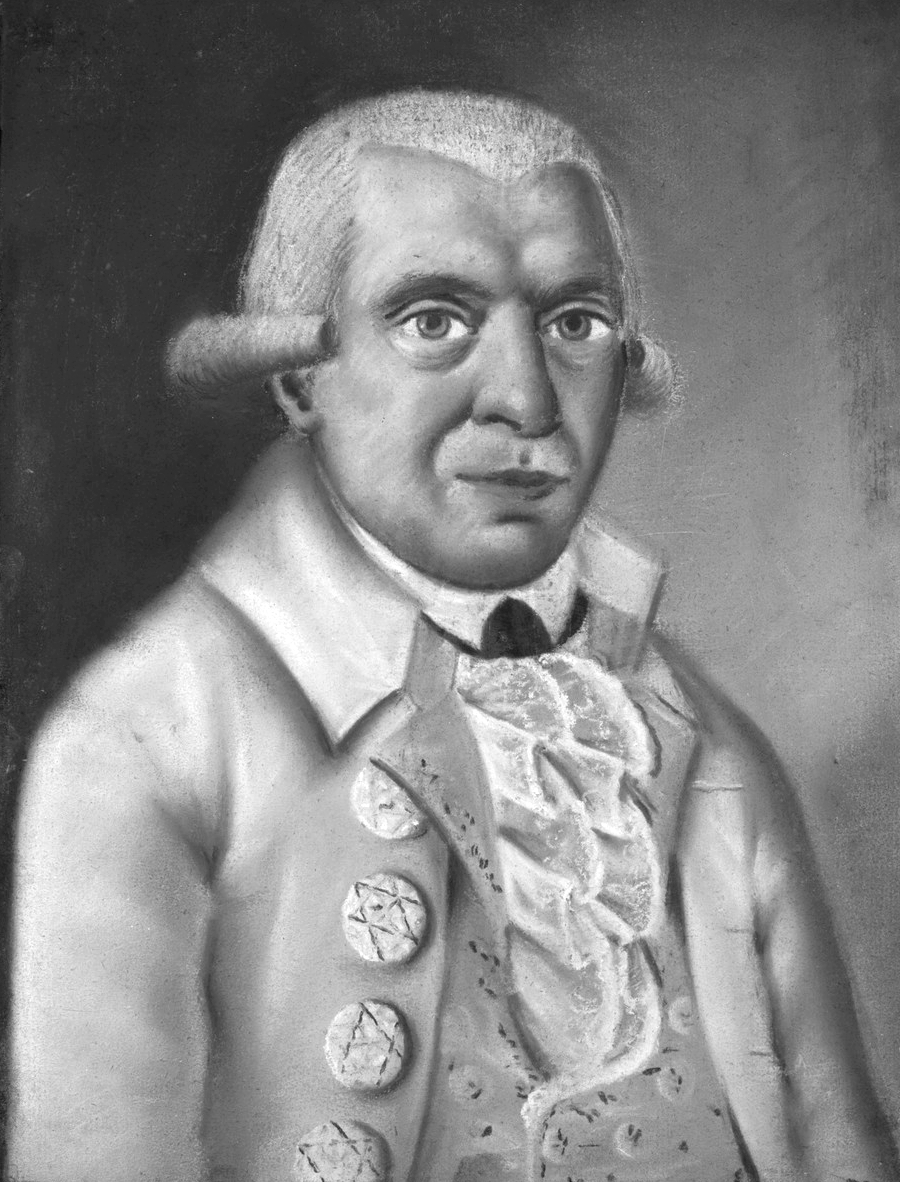
Conrad Moench um 1790

Conrad Moench (* 15. August 1744 in Kassel; † 6. Januar 1805 in Marburg) war ein hessischer, deutscher Apotheker, Chemiker und Ordinarius für Botanik. Sein offizielles botanisches Autorenkürzel lautet „Moench“.

## Leben und Wirken
Moench war Ausbilder auf dem Gebiet der Pharmazie. Er war von 1786 bis zu seinem Tode Professor für Botanik und Autor einiger heimatlicher botanischer Werke. Im Jahre 1792 errichtete er an der Marburger Ketzerbach ein Laboratorium, das als Ausbildungs- und Forschungsstätte für Chemie und Pharmazie diente.
Er schrieb 1794 den Methodus plantas horti botanici et agri Marburgensis, ein Werk über die Pflanzen des Botanischen Gartens und der Umgebung von Marburg an der Lahn. Dieses Werk enthält mehrere neue Gattungen, beispielsweise die der Fackellilien (Kniphofia), die Moench zu Ehren des Wissenschaftlers Johann Hieronymus Kniphof aufstellte, die Gattung Bergenien (Bergenia) zu Ehren von Karl August von Bergen oder die der Strohblumen (Helichrysum). In einem Ergänzungsband zur heimatlichen Flora Marburgs benannte er 1802 die Dreiblattspiere Spiraea trifoliata aus der Familie der Rosengewächse (Rosaceae) in Gillenia trifoliata um, da sie sich in ihren röhren- bis glockenförmigen Samenkapseln, der Staub- und der eigenartigen Fruchtblätter von der Gattung Spiraea unterscheidet.
In seinen ersten Jahren folgte Moench noch dem damals neuen linnéischen System, so in seinem 1777 erschienenen Werk Enumeratio plantarum indigenarum Hassiae. Später aber, zum Beispiel in seinem letzten großen Werk Methodus von 1794 schließt er sich Gleditsch an, der ein System nach der Einordnung der Staubblätter entwickelt hat. Im Titel von Moenchs Buch steht das  ausdrücklich „a staminum situ describendi“ (übersetzt: nach der Stellung der Staubblätter). Moench war also einer der Kontrahenten von Linnés Sexualsystem für die Pflanzen. Später aber hat sich das System von Carl von Linné durchgesetzt. Weil Moench aber eine andere Errungenschaft durch Linné – die binäre Benennung der Arten – übernommen hat, sind seine hier publizierten Namen auch heute gültig.
Marburg war zu Moenchs Zeit berühmt für seine Lehranstalten, angesehenen Schulen und Akademien; die Gärten der Einwohner waren gefüllt mit seltenen Pflanzen diverser Länder. Die Gattung Gillenia ist nach Arnold Gillen (* 1586), dem Leibarzt von Landgraf Moritz benannt worden. Britton gab der Gattung den botanischen Namen Porteranthus, der insbesondere in Amerika verwendet wird. In diesem Ergänzungsband ehrte er auch den Botaniker Domenico Nocca (1758–1841) mit der Beschreibung der Gattung der Hellerkräuter (Täschelkräuter) als Noccaea, die heute wieder von Thlaspi getrennt wird. Im späten 18. Jahrhundert benannte Moench die Familie der Sonnenhüte als Echinaceae, sie wurde jedoch später in die Familie der Korbblütler (Asteraceae) integriert.

## Ehrungen
Ihm zu Ehren benannte Jakob Friedrich Ehrhart die Gattung der Weißmieren aus der Familie der Nelkengewächse (Caryophyllaceae) als Moenchia.

## Werke
- Beschreibung und chymische Untersuchungen des Dorf Geißmarischen Mineral-Brunnens. Kassel 1778
- Supplementum Ad Methodum A Staminum Situ Describendi. Marburg 1802.
- Arzneymittellehre der einfachen und zusammengesetzten gebräuchlichen Mittel. Marburg 1800.
- Einleitung zur Pflanzen-Kunde. Marburg 1798.
- Methodus plantas horti botanici et agri Marburgensis. Marburg 1794.
- Systematische Lehre von denen gebräuchlichsten einfachen und zusammengesezten Arzney-Mitteln. Marburg 1792–95. Digitalisat
- Verzeichniß ausländischer Bäume und Stauden des Lustschlosses Weissenstein bey Cassel. Fleischer, Frankfurt, Leipzig 1785.
- Bemerkungen über einige einfache und zusammengesetzte Arzneymittel. Fleischer, Frankfurt 1781.
- Enumeratio plantarum indigenarum Hassiae praesertim inferioris. Kassel 1777.